# Seltenerdmagnet

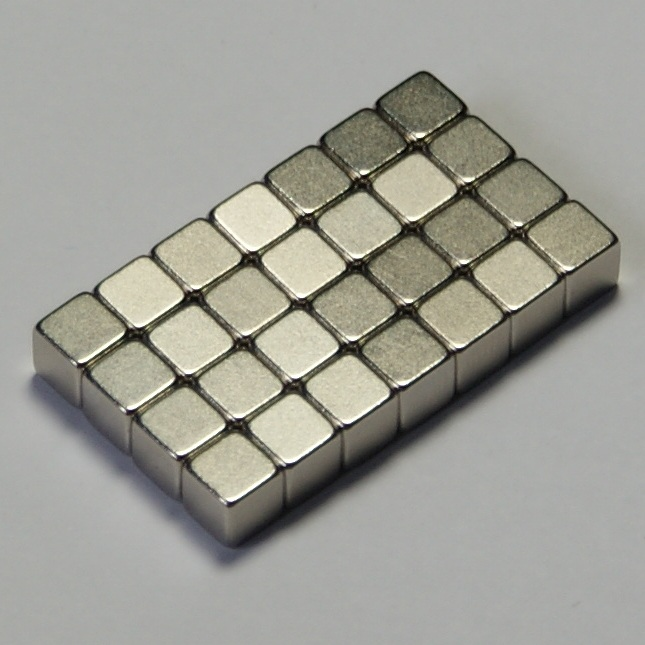
Seltenerdmagnete aus Neodym-Eisen-Bor

Unter dem Namen Seltenerdmagneten (auch Seltene-Erden-Magnete) fasst man eine Gruppe von Permanentmagneten zusammen, die im Wesentlichen aus Eisenmetallen (Eisen, Cobalt, seltener Nickel) und Seltenerdmetallen (insbesondere Neodym, Samarium, Praseodym, Dysprosium, Terbium, Gadolinium) bestehen. Auch Yttrium kann die Rolle eines Seltenerdmetalls einnehmen. Sie zeichnen sich dadurch aus, dass sie gleichzeitig eine hohe magnetische Remanenzflussdichte Br und eine hohe magnetische Koerzitivfeldstärke Hc und damit eine hohe magnetische Energiedichte aufweisen.
Die Entwicklung erster Seltenerdmagneten erfolgte durch Karl J. Strnat und G. Hoffer am U.S. Air Force Materials Laboratory auf der Wright-Patterson Air Force Base mit den beiden Grundmaterialien Yttrium und Cobalt in der Form YCo5. Im Jahr 1966 wurde von Karl J. Strnat die Legierung Samarium-Cobalt SmCo5 entwickelt. Neodym-Eisen-Bor-Magnete wurden in den 1980er Jahren von Masato Sagawa entwickelt.

## Intermetallische Verbindungen
Die wichtigsten intermetallischen Verbindungen sind das kostengünstige Neodym-Eisen-Bor (Nd2Fe14B) und Samarium-Cobalt (SmCo5 und Sm2Co17). Daneben wird auch Samarium-Eisen-Stickstoff (Sm2Fe18N3) kommerziell eingesetzt. In folgender Tabelle sind einige Werkstoffe von Seltenerdmagneten, und zwecks Vergleich auch anderen Magnetwerkstoffen, zusammengefasst:
| Material | Remanenzflussdichte Br (T) | Koerzitivfeldstärke Hci (kA/m) | Energiedichte (BH)max (kJ/m3) | Curie-Temperatur Tc (°C) |
| --- | -------------------------- | ------------------------------ | ----------------------------- | ------------------------ |
| Neodym-Eisen-Bor (anisotrop, gesintert) Nd2Fe14B                                                                             | 1,00–1,40                  | 750–2000                       | 200–440                       | 310–400                  |
| Neodym-Eisen-Bor (isotrop, gewöhnlich kunststoffgebunden) Nd2Fe14B                                                           | 0,60–0,80                  | 600–1200                       | 60–100                        | 310–400                  |
| Samarium-Cobalt (anisotrop, gesintert) SmCo5 (gesintert)                                                                     | 0,90–1,10                  | 600–2000                       | 120–200                       | 720                      |
| Sm2(Co,Fe,Cu,Zr)17 (anisotrop, gesintert)                                                                                    | 1,10–1,15                  | 450–1300                       | 150–240                       | 800                      |
| Dazu im Vergleich die Magnete AlNiCo (Gruppe der Stahlmagneten) und Strontiumferrit aus der Gruppe der keramischen Magneten: |                            |                                |                               |                          |
| Alnico (anisotrop) | 0,60–1,40                  | 60–0275                        | 10–088                        | 700–860                  |
| Sr-Ferrite (anisotrop) | 0,35–0,40                  | 100–0300                       | 10–040                        | 450                      |

Daneben ist eine Vielfalt permanentmagnetischer Legierungen ähnlicher Zusammensetzung wissenschaftlich untersucht worden, die aber schlechtere Eigenschaften aufweisen und deshalb technisch uninteressant geblieben sind.
Die Grundlegierungen werden zum Erzielen besonderer Eigenschaften und Gefüge variiert – etwa, indem in Nd2Fe14B Neodym teilweise durch Praseodym, Dysprosium, Terbium und Eisen teilweise durch Cobalt substituiert wird – oder indem das Gefüge durch fremde Atome wie Aluminium, Titan, Zirconium, Kupfer oder Mangan gestört wird. Schließlich braucht Nd2Fe14B zwischen den Kristallen eine Anreicherung an Seltenerden, um eine akzeptable Koerzitivfeldstärke zu erreichen.

## Wirkungsweise
Die Seltenerden (Lanthanoide) sind an sich bereits ferromagnetisch, aber ihre Curie-Temperaturen liegen unterhalb der Raumtemperatur, so dass bei Vorliegen in elementarer Form ihr Magnetismus nur bei niedrigen Temperaturen beobachtet werden kann. Die Atome der Elemente der Seltenerden haben hohe magnetische Momente. Dies ist eine Folge der unvollständigen Füllung der 4f-Schale, die aus bis zu sieben ungepaarten Elektronen mit ausgerichteten Spins besteht. Elektronen in solchen Orbitalen sind stark lokalisiert und behalten daher leicht ihre magnetischen Momente und die Funktion als paramagnetische Zentren. Magnetische Momente in anderen Orbitalen sind oft aufgrund der starken Überlappung mit den Nachbarn verloren, z. B. formen Elektronen in kovalenten Bindungen Paare mit Null-Netto-Spin.
Die magnetische Polarisation der Seltenerdmagneten beruht aber im Wesentlichen auf den Spins der 3d-Schalen der Eisenmetalle. Die Seltenerdmetalle stabilisieren die magnetische Ausrichtung der 3d-Schalen dadurch, dass ihre kristallinen Strukturen eine sehr hohe magnetische Anisotropie aufweisen. Dies bedeutet, dass ein Kristall aus dem Material in einer bestimmten Richtung magnetisiert ist, sich aber dagegen wehrt, in eine andere Richtung magnetisiert zu werden.
Die hohen magnetischen Momente auf atomarer Ebene in Kombination mit einer stabilen Ausrichtung, d. h. eine hohe magnetische Anisotropie, ergeben auf makroskopischer Ebene eine hohe magnetische Koerzitivfeldstärke.